# Баласан
Баласан (рум. Balasan) — село у повіті Долж в Румунії. Адміністративно підпорядковане місту Беїлешть.
Село розташоване на відстані 230 км на захід від Бухареста, 55 км на південний захід від Крайови.

## Населення
За даними перепису населення 2002 року у селі проживала 671 особа, усі — румуни. Усі жителі села рідною мовою назвали румунську.